# FC Suðuroy
Il FC Suðuroy è una società calcistica faroese, con base nella città di Vágar, che milita nella Formuladeildin, la massima serie calcistica nelle Isole Fær Øer.